# Глостер (округ, Нью-Джерси)
Округ Гло́стер (англ. Gloucester County) — округ штата Нью-Джерси, США. Занимает площадь 324,72 км2. Согласно переписи населения 2000 года, в округе Глостер проживало 255 701 человек. По оценке Бюро переписи населения США, к 2009 году население увеличилось на 13,4%, до 289 920 человек. Глостер является частью так называемой городской округи Филадельфии-Кэмдена-Вильмингтона (англ. Philadelphia-Camden-Wilmington Metropolitan Area). В городе Вудбери располагается административный центр округа. Крупнейшим населённым пунктом округа является Гласборо.